# Parashorea stellata
Parashorea stellata är en tvåhjärtbladig växtart som beskrevs av Wilhelm Sulpiz Kurz. Parashorea stellata ingår i släktet Parashorea och familjen Dipterocarpaceae. Inga underarter finns listade i Catalogue of Life.